# Karl Lehmann
Karl Lehmann (Sigmaringen, Alemanya, 16 de maig de 1936 - Magúncia, 11 de març de 2018), fou un cardenal alemany, bisbe de Magúncia.

## Biografia
Va ser ordenat sacerdot per l'arxidiòcesi de Friburg el 10 d'octubre de 1963 i té doctorats a Filosofia i Teologia a la Pontifícia Universitat Gregoriana de Roma.
Va ser assistent de Karl Rahner a la Universitat de Münster. Després d'obtenir la seva "habilitació", va ensenyar teologia dogmàtica a la Universitat Johannes Gutenberg de Magúncia. Va ser membre del Comitè Central de Catòlics Alemanys i el Cercle Ecumènic de Jaeger-Stählin. Més tard va ensenyar a la Universitat Albert Ludwig de Freiburg im Breisgau, i va ser membre de la Comissió Teològica Internacional. També va editar la publicació oficial dels documents del Sínode Conjunt de les diòcesis a la República Federal d'Alemanya (Sínode de Würzburg, 1971-1975).
El 21 de juny de 1983 va ser nomenat bisbe de Magúncia i va rebre l'ordenació episcopal el 12 d'octubre.
Va ser president de la Conferència Episcopal Alemanya durant 20 anys, fins al gener de 2008 (triat el 1987 i reescollit el 1993, el 1999 i el 2005).
El 1991 va ser secretari especial de la Primera Assemblea Especial per a Europa del Sínode dels Bisbes.
Creat i proclamat cardenal per Joan Pau II al consistori del 21 de febrer de 2001, amb el títol de San Leone I.
El cardenal Lehmann ha estat membre de:
- Congregacions: per a les Esglésies Orientals, per als Bisbes.
- Consells Pontificis: per Promoure la Unitat dels Cristians, per a les Comunicacions Socials.
- Administració del Patrimoni de la Seu Apostòlica.
- Consell Especial per a Europa de la Secretaria General del Sínode dels Bisbes.

## Honors i distincions
Lehmann ha rebut nombrosos honors des de 1983. Des d'aquest any és professor honorari de la Facultat de Teologia Catòlica de la Universitat Albert Ludwigs de Friburg i el 1984 de la Universitat Johannes Gutenberg de Magúncia. El 1987 va ser triat membre de l'Acadèmia de Ciències i Literatura de Magúncia. A l'any següent va rebre la Gran Creu de l'Orde del Mèrit de la República Federal d'Alemanya. El 1991 va rebre el doctorat "honoris causa" per la Universitat d'Innsbruck (Facultat de Teologia Catòlica) i per la Universitat Catòlica d'Amèrica, a Washington DC (Facultat de Dret). El 1991 es va convertir en membre de l'Acadèmia Europea de Ciències i Arts amb seu a Salzburg. El 1993 va rebre el títol "honoris causa" de la Universitat Catòlica "Sant Patrick College" a Maynooth, Irlanda. El 1994, guanya el Premi Karl Barth de l'Església Evangèlica Unida de Berlín. El 1995 el premi a la protecció del medi ambient "Golden Flower Rheydt" de la ciutat de Mönchengladbach. El 1996 el Premi cardenal Döpfner de l'Acadèmia Catòlica de Baviera, Mònaco. El 1997, el doctorat "honoris causa" de l'Acadèmia de Teologia Catòlica de Varsòvia (Facultat d'Història i Ciències Socials). El 1999, membre del Senat de l'Institut Max Planck. En 2000, el títol "honoris causa" de la Universitat de Graz (Facultat de Teologia Catòlica). En 2006 va rebre el Premi Abraham Geiger hebreu.

## Obres
Són abundants les publicacions i les seves contribucions. Es pot consultar la bibliografia a:
- Karl Lehmann, Bibliografia 1962-1983, Friburg de Brisgòvia, 1983.
- K. Lehmann, Testimoniare la federació - formaré la società, Friburg de Brisgòvia, 1993, pp. 734–760.

Ha editat nombroses obres, entre les quals figuren:
- Internationale kath. Zeitschrift Communio (1972 ss.)
- H. Schlier (Friburg de Brisgòvia, 1980-1982)
- Dialog der Kirchen (Friburg de Brisgòvia - Göttingen, 1982 ss.)
- Erik Peterson (Würzburg, 1994 ss.)
- Karl Rahner, Sämtliche Werke (Friburg de Brisgòvia, 1995 ss.)

Alguns llibres parcialment accessibles són:
- Lehmann, Karl. .  University of Virginia Press, 1985. ISBN 9780813910789.
- Lehmann, Karl. . 2a ed..  LIT Verlag Münster, 2007. ISBN 9783825805999.
- Lehmann, Karl. .  Editorial Sal Terrae, 1982. ISBN 9788429306156.
- Lehmann, Karl. .  Editoriale Jaca Book, 1987. ISBN 9788816301429.